# بريندا فيليبس
بريندا فيليبس (بالإنجليزية: Brenda Phillips)‏ هي لاعب هوكي الحقل زيمبابوية، ولدت في 18 يناير 1958.

## وصلات خارجية
- بريندا فيليبس على موقع اللجنة الأولمبية الدولية (الإنجليزية)
- بريندا فيليبس على موقع أوليمبيديا (الإنجليزية)